# Labyrinthocyathus limatulus
Labyrinthocyathus limatulus is een rifkoralensoort uit de familie van de Caryophylliidae. De wetenschappelijke naam van de soort is voor het eerst geldig gepubliceerd in 1964 door Squires.